# 山田将之
山田 将之（やまだ まさゆき、1969年11月6日 - ）は日本の俳優。よしもとクリエイティブ・エージェンシー所属。

## 人物・特徴
- 血液型B型。
- 趣味は写真、スキー。
- 大きな目と左目まぶたにあるホクロが特徴。
- 毎週土曜日の『ヨシモト∞』の「ADORIBU!!」では巧みな演技力と存在感で10分間のアドリブ芝居を引っ張っている。
  - 2006年では16回参加して15回優勝。その功績で「ADORIBU!!アカデミー賞」では圧倒的得票数で「助演男優賞」を受賞した。自分が助演した芝居で主演した芸人（アキ（水玉れっぷう隊））が最優秀芸人賞を逃したことを悔しがり、「来年は自分が助演した主演芸人に最優秀賞を取ってもらうようにします!」と宣言した。
  - しかし、2007年初めての「ADORIBU武道会」（2007年2月3日）では優勝を逃した。

## 出演

### テレビ
- ヨシモト∞（ヨシモトファンダンゴTV）-ADORIBU武道会（土曜日）（不定期）
- 朝はビタミン!（テレビ東京）（2007年2月5日）
- ホーム&アウェイ（フジテレビ）- バスジャック犯役
- おかわり飯蔵（テレビ東京）
- 嗚呼!花の料理人（日本テレビ）－出題VTR
- 幼獣マメシバ　秀吉役
- 示談交渉人 ゴタ消し（読売テレビ）－ファミレスの客
- デカ 黒川鈴木（読売テレビ）－医師
- 赤川次郎原作 毒<ポイズン>（読売テレビ）－大西修司
- 慰謝料弁護士〜あなたの涙、お金に変えましょう〜（読売テレビ）－平野康平
- オトナの土ドラ - 朝が来る（東海テレビ）-坂上（悪なる借金取りの男）
- この世にたやすい仕事はない（2017年、NHK BSプレミアム）
- 明日の約束（2017年 関西テレビ）
- オーファン・ブラック〜七つの遺伝子〜（東海テレビ）ーフロントマン
- 桃色探訪〜伝説の風俗〜（2022年1月29日、チャンネルNECO）八百屋の店主役
- 湊かなえ「落日」（2023年 WOWOW）弁護士役

### 舞台
- カッコーの巣の上を
- DREAM OF PASSION
- TATSU・龍
- 狼達の午後
- THE WINDS OF GOD
- 昭和歌謡シアター『横須賀ストーリー』（内山田AP役）
- 志村魂3（2008年）
- 志村魂4（2009年7月）予定
- 漂流教室 〜大人たちの放課後〜 （2009年9月）予定

など

### 映画
- 「ラスト サムライ」（バトルコア）監督 - エドワード・ズウィック
- 「舞妓Haaaan!!!」　監督：水田伸生
- 「チーム・バチスタの栄光」　監督 - 中村義洋
- 「252 生存者あり」　監督 - 水田伸生
- 「Waiting for the Sun〜天気待ち〜」　監督 - 奈良橋陽子

- 「沈黙 サイレンス」tomogihasband  マーティンスコセッシ監督
- 「ゴジラ-1.0」

### イベント
- 頭脳柔術